# Ateroskleróza

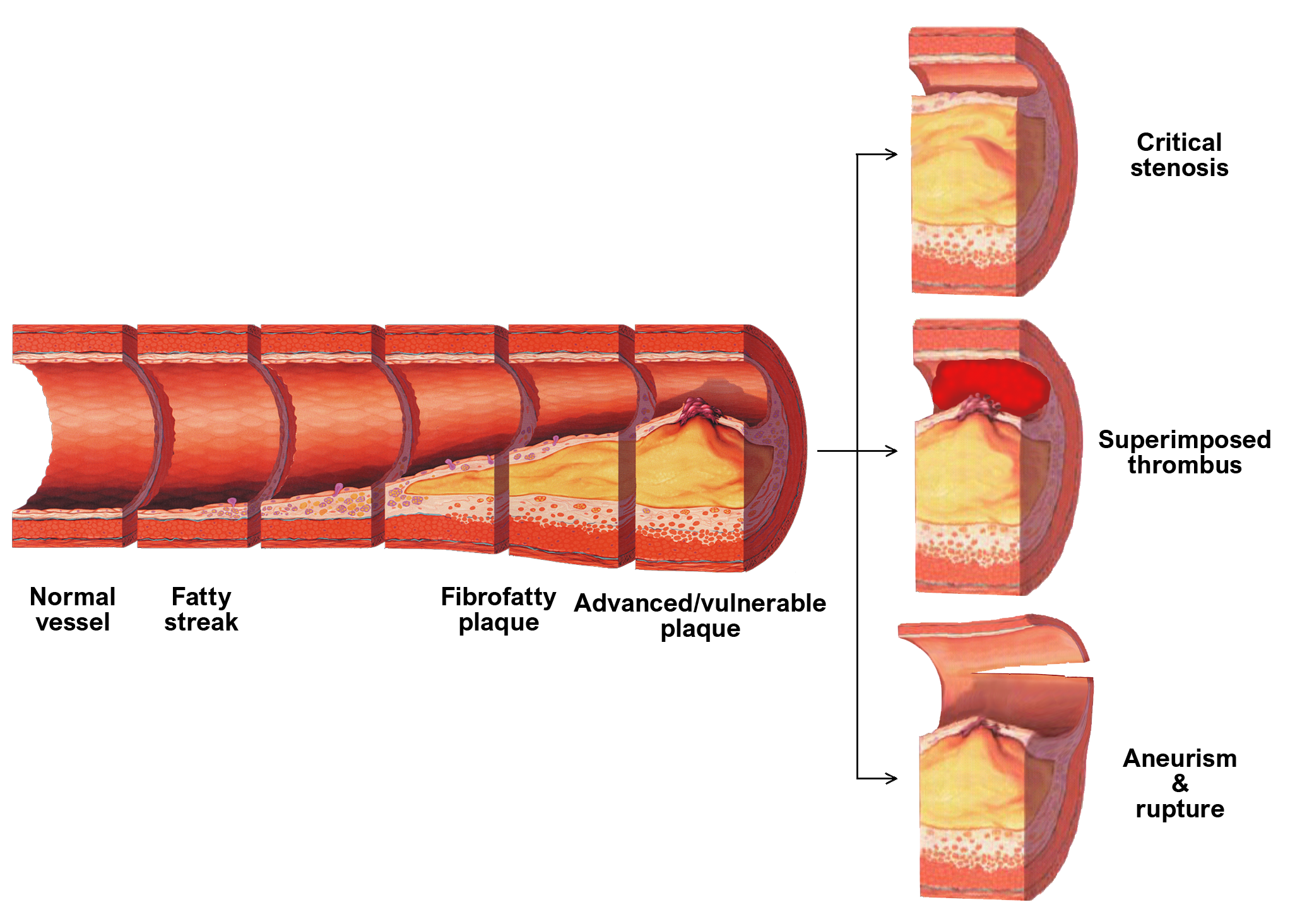
Ateroskleróza

Ateroskleróza (též arterioskleróza) je kornatění tepen, vzniká v důsledku ukládání tukových látek do stěny tepny (tj. vznikem arterómů). Především ve vyspělých zemích představuje významný zdravotní problém.

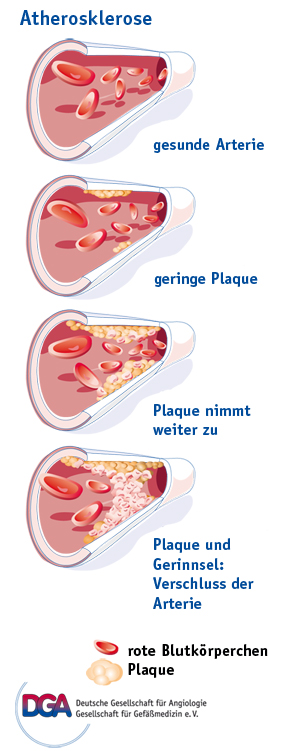
Schéma aterosklerózy

## Příčina
Faktickou příčinou aterosklerózy je zánětlivé onemocnění v cévách, poškození cévního endotelu a následné ukládání tukových látek na poškozená místa, v první řadě cholesterolu, čímž dochází k přeměně cévní stěny a vzniku tzv. aterosklerotických plátů. Dále dochází k usazování polysacharidů a vápníku. V důsledku ukládaní těchto látek dochází k zúžení stěny tepny, snížení její pružnosti a může se omezit tok krve. Orgány nejsou zásobeny dostatečně kyslíkem a dochází k jejich poškození. Ateroskleróza vede k řadě onemocnění, např. infarkt myokardu, cévní mozková příhoda.

### Rizikové faktory
Existuje mnoho rizikových faktorů, které tento proces urychlují. Zásadní pro její rozvoj je nadměrný příjem potravy, tedy nejen příliš tučných jídel, jistou roli hraje i genetika. Dochází k poruše transportu tuků v krvi, která se projevuje změnou koncentrace lipoproteinů. Při poruše vnitřní výstelky cévy (kouření, zvýšený tlak krve) dochází k průniku lipoproteinů do stěny cévy a ke krystalizaci cholesterolu.
Tradiční rizikové faktory:

- zvýšený celkový cholesterol a LDL
- kouření
- hypertenze – vysoký krevní tlak
- diabetes mellitus
- fyzická inaktivita
- obezita
- dědičné predispozice

Nově objevené rizikové faktory:

- VLDL částice
- homocystein
- lipoprotein (a)
- oxidační stres
- hemostatické faktory
- infekční agens
- C-reaktivní protein

## Prevence
Prevencí je zdravý životní styl, tj. omezení vysokoenergetických (tučných a sladkých) jídel, zvýšení množství vlákniny (ovoce, zeleniny) v potravě, používání rostlinných tuků místo živočišných apod. Rizikovými faktory jsou také nedostatek pohybu a kouření.

## Léčba
Léčí se příčiny tohoto onemocnění, kdy dochází ke vzniku aterosklerotických plátů (ateromů). V léčbě aterosklerózy dominuje především léčba vysoké hladiny cholesterolu (hypercholesterolemie), dále léčba hypertenze, obezity, cukrovky a odvykání kouření. Při léčbě jednotlivých příčin je důležitý výběr vhodného léku pro pacienta, při kterém se zohledňuje řada faktorů (např. doprovodná onemocnění, interakce s dalšími léky atd).

### Léčba snižováním hladiny cholesterolu
Prvním krokem je zdravý životní styl, při nadváze nebo obezitě je důležité snížení hmotnosti a stabilizace váhy. Lékař může nejprve navrhnout nefarmakologickou léčbu (dietu na snížení cholesterolu a dostatek pohybu), nebo farmakologickou léčbu. Nejvíce používanými léčivými přípravky na snížení cholesterolu jsou statiny, dále se využívají pryskyřice, ezetimib, fibráty a kyselina nikotinová. Pacient musí počítat s tím, že léčba je dlouhodobá, většinou po celý život.
- statiny (atorvastatin, fluvastatin, lovastatin atd.) se vyznačují nízkým výskytem nežádoucích účinků a inhibují enzym, který je nutný pro syntézu cholesterolu.
- pryskyřice (cholestyramin, colestipol atd.) jsou jediné doporučované léky při léčbě vysoké hladiny cholesterolu u dětí. Nevstřebávají se v tenkém střevě a přerušují enterohepatální oběh (střevo-jaterní oběh) žlučových kyselin. Nevýhodou je pro děti nepříjemná chuť a často dochází k zácpám. U statinů, fibrátů a kyseliny nikotinové není zatím žádná dlouhodobější studie, která by prokázala, že jsou tyto látky vhodné pro léčbu hypercholesterolémie u dětí.
- ezetimib (léčivý přípravek Ezetrol) inhibuje vstřebávání cholesterolu v tenkém střevě. Používá se často v kombinaci se statiny, protože není vhodný pro monoterapii.
- fibráty (fenofibrát, bezafibrát atd.) jsou deriváty kyseliny fibrové. Prostřednictvím specifických receptorů ovlivňují metabolismus tuků. Jednou z mála nevýhod fibrátů je to, že ve srovnání s ostatními hypolipidemiky, dostatečně nesnižují koncentraci LDL-cholesterolu, který se významně podílí na vzniku aterosklerotického plátu.
- kyselina nikotinová inhibuje lipolýzu (štěpení tuku) v tukové tkáni. V České republice se zatím nevyužívá (není registrována).

### Léčba hypertenze
Rozeznávají se 3 stupně vysokého krevního tlaku (TK), které se liší hodnotou systolického (STK) a diastolického (DTK) tlaku krve. Také existují 3 vývojová stádia: 1. stádium prostého zvýšení tlaku krve, 2. stádium, při kterém jsou patrné orgánové změny a poslední, 3. stádium, je hypertenze s těžšími orgánovými změnami, kdy dochází již k selhávání.
| Stupeň                     | STK           | DTK           |
| -------------------------- | ------------- | ------------- |
| stupeň 1 (mírná)           | 140–159       | 90–99         |
| stupeň 2 (středně závažná) | 160–179       | 100–109       |
| stupeň 3 (závažná)         | větší než 180 | větší než 110 |

### Nefarmakologická léčba
Nefarmakologická léčba hypertenze je nutná u pacientů s hypertenzí i vysokým normálním tlakem krve (STK 130–139 mm Hg DTK 85–89 mm Hg).
- zanechání kouření
- snížení nadměrné konzumace alkoholu
- omezení příjmu soli
- konzumace většího množství ovoce a zeleniny
- redukce tělesné hmotnosti u pacientů s nadváhou a obezitou a následná stabilizace váhy
- dostatečná fyzická aktivita
- omezení léků podporujících zadržování sodíku a vody v těle

### Farmakologická léčba
Léčivé látky se používají v monoterapii i v kombinaci s jinými léčivými látkami. Pro léčbu se využívají diuretika, ACE-1 inhibitory, AT1 inhibitory, blokátory kalciových kanálů a β-blokátory.
Preferované látky u následujících situací:
- starší osoby – diuretika a blokátory kalciových kanálů
- angina pectoris – β-blokátory a blokátory kalciových kanálů
- srdeční selhání – diuretika a β-blokátory
- po infarktu myokardu – ACE-1 inhibitory a AT1 inhibitory
- diabetes mellitus – ACE-1 inhibitory a AT1 inhibitory
- těhotenství – β-blokátory a blokátory kalciových kanálů
- ischemická choroba dolních končetin – blokátory kalciových kanálů

- Diuretika (indapamid, furosemid, amilorid atd.) působí v ledvinových tubulech a zabraňují reabsorpci (zpětnému vstřebávání do těla) vody nebo sodíku (při zpětném vstřebávání sodíku strhává s sebou molekuly vody, tudíž dochází k zadržování vody a ke zvýšení TK)
- β-blokátory (bisoprolol, metipranolol atd.) našly široké uplatnění například u pacientů s arytmií
- Blokátory kalciových kanálů (amlodipin, felodipin atd.) způsobují dilataci (rozšíření) periferních arteriol (tepének). V experimentu bylo prokázáno, že tyto látky zvyšují průtok krve koronárními tepnami, tudíž se mohou využívat k léčbě ischemické choroby srdeční
- ACE-1 inhibitory (monopril, cilazapril atd.) inhibují enzym, který má významnou roli v renin-angiotenzinovém systému, jehož hlavní úloha je regulace tlaku krve

V posledních několika letech byly zveřejněny výsledky prací, které prokázaly možnost využití antihypertenziv ke snížení výskytu cukrovky, i když léky byly původně určeny pro léčbu vysokého tlaku. O ACE-1 inhibitorech a AT1 inhibitorech se již delší dobu předpokládalo, že zvyšují citlivost organismu na inzulín. Předpoklady se potvrdily v rozsáhlých studiích.

### Komplikace aterosklerózy
Aterosklerotický proces poškozuje funkci tepen. To může mít podle lokalizace specifické následky:
- ateroskleróza koronárních (věnčitých) tepen – angina pectoris, infarkt myokardu
- ateroskleróza krkavice – ischemická cévní mozková příhoda
- ateroskleróza renálních (ledvinných) tepen – hypertenze, která pak dále podporuje rozvoj aterosklerózy
- ateroskleróza tepen dolních končetin – ischemická choroba dolních končetin
- ateroskleróza břišní aorty – může dojít také k uzávěru renálních tepen

Obecně je ateromový plát poškozením stěny tepny a tak může vést k následujícím komplikacím:
- trombotizace – na plátu dochází ke vzniku krevní sraženiny, která může omezovat krevní tok – trombóza
- embolizace – krevní sraženina se může utrhnout a být vmetena (embolována) do vzdáleného místa – embolie
- vyšší pohotovost tepny ke křečovitým stahům – hraje roli u některých forem anginy pectoris
- oslabení stěny tepny – může vést k výdutím (aneurysmatům) nebo dokonce k prasknutí (ruptuře) tepny